# Paasselkä
Paasselkä – jezioro w południowo-wschodniej Finlandii, pochodzenia meteorytowego. Stanowi część większego jeziora Orivesi w systemie jezior Saimaa. Znajduje się na granicy regionów Karelia Północna i Sawonia Południowa.
Wiek krateru nie jest znany, powstał on w skałach paleoproterozoicznych na skutek upadku małej planetoidy, która wybiła dziesięciokilometrowej średnicy krater.
Jezioro znane jest z nietypowego zjawiska, tzw. diablików z Paasselkä (fiń. Paasselän piruista), jasnych kul świetlnych pojawiających się nad wodami jeziora. Zjawisko to jest obserwowane od wieków, w źródłach pisanych od XVIII w. Światła są zwykle koloru białego, zdarzają się też czerwone. Brakuje jednoznacznego wyjaśnienia tego zjawiska.